# Гай Дуилий
Гай Дуилий (на латински: Gaius Duilius) e римски политик, адмирал и консул през първата пуническа война. Той произлиза от плебейския gens Дуилии.
През 260 пр.н.е. той става консул по време на първата пуническа война против Картаген.
Той получава от патриция Гней Корнелий Сципион Азина командването на помощната флота. След грешката на Сципион Азина в битката при Липарските острови
и неговото пленяване, Дуилий става главнокомандващ. В морската битка при Милае Дуилий има голяма победа чрез употребата на Corvus – мостове. Той е първият римлянин, който получава триумф за морска победа. Дуилий носи част от завоюван кораб, която се вгражда в негова чест издигната колона на Forum Romanum на Виа Сакра наблизо до по-късно построената Арка на Септимий Север.
Дуилий е през 258 пр.н.е. цензор и вероятно се оттегля от политиката. Едва през 231 пр.н.е. той става диктатор по време на избори.
В новото време на него се кръщават множество военни кораби „Caio Duilio“ на италианската марина:
- RN Caio Duilio, 1876
- RN Caio Duilio, 1913
- Caio Duilio (C 554), 1962
- Caio Duilio (D 554), 2007